# Le Pays où l'on n'arrive jamais
Le Pays où l'on n'arrive jamais est un roman d'André Dhôtel, publié en 1955. Il reçoit la même année le Prix Femina. Succès de librairie, il s'est aussi imposé comme lecture pour la jeunesse.

## Résumé
Dans un petit village des Ardennes, Lominval, grandit un petit garçon, Gaspard, confié par ses parents forains à sa tante. Le petit Gaspard semble mystérieusement désigné comme déclencheur de catastrophes dont il sort indemne.
Un jour, il rencontre un enfant de son âge qui se cache : il a fugué pour retrouver sa mère, Maman Jenny, sa famille et son pays. Gaspard va l'aider, puis partir à sa recherche sur la route d'Anvers. Il rencontre en chemin un cheval pie indompté, mais qui se calme à son contact.

## Analyse
Dans un article de la revue Enfance en 1957, Marc Soriano présente Le Pays où l'on n'arrive jamais comme « la contamination du roman policier et du conte de fée ».

### Thèmes
- L'errance, le voyage, le nomadisme.
- La recherche des sources, de la famille, et la nostalgie de l'enfance.
- Le mystère, l'inconnu et le fantastique indéfinissable.
- Les paysages des Ardennes, de la Belgique au fil de l'Escaut, les îles.
- Le contact avec la nature.